# Wojna syjamsko-kambodżańska (1593–1594)
Wojna syjamsko-kambodżańska – wojna między królestwem Ajutthaja pod wodzą króla Naresuana, a królestwem Kambodży, w której Naresuan pobił południowego sąsiada, zabezpieczając sobie południową flankę, przed ostatecznym rozprawieniem się z birmańskim zagrożeniem dla jego królestwa od zachodu i północy.
Koronowany w 1590 roku na króla Naresuan za główny swój cel uważał ochronienie kraju przed atakiem birmańskim. W tym celu potrzebował zabezpieczyć sobie tyły, by nie paść celem agresji z dwóch stron, jak to miało miejsce w roku 1587. W 1592 roku Naresuan miał gotową znaczną armię, ale zanim zdążył rozpocząć ofensywę, nastąpiła ostatnia inwazja birmańska. Pobiwszy Birmańczyków w lutym 1593 roku, w maju tego samego roku Naresuan uderzył na Kambodżę ze stutysięczną armią, wspartą znaczną flotą (według kronik khmerskich armia syjamska była o połowę mniejsza).
Przygotowania syjamskie nie uszły uwadze Kambodży, i Satta poprosił o wsparcie stacjonujących na Filipinach Hiszpanów, obiecując nawet konwersję na chrześcijaństwo. Zanim nadeszła jakakolwiek pomoc, wojska Naresuana zajęły bez oporu Bătdâmbâng i po krótkim tylko oblężeniu Poŭrsăt. W Boribun kambodżański książę miał trzydziestotysięczną armię, ale stawił dość krótkotrwały opór, cofając się w kierunku stolicy, Lovek. Równocześnie oddziały pomocnicze zdobyły miasta Siĕm Réab oraz Champasak (obecnie Laos), a także szereg mniejszych miejscowości w północnej Kambodży.
Satta powierzył obronę stolicy synowi, a sam, z innymi dziećmi, uciekł do południowego Laosu. Oblężenie Lovek nabrało potem wymiarów legendy, jako rzekomy punkt zwrotny w historii Kambodży. Według tych legend, gigantyczna cytadela Loveku mieściła w sobie wielkie skarby, posągi (w tym figurę „świętej krowy”) pełne kosztowności i ksiąg tajemnej wiedzy. By ją zdobyć, wojska tajskie zagrały na ludzkiej chciwości, strzelając srebrnymi monetami w gęste, bambusowe zarośla, które służyły za fortyfikacje. Gdy oblegający nieco się wycofali, Khmerowie wylegli z cytadeli i wycięli bambusy, by dostać się do pieniędzy, pozbawiając tym samym twierdzę osłony, która padła ofiarą tajskiego natarcia. Zagarnięte księgi stały się potem źródłem potęgi syjamskich królów.
Lovek został ostatecznie zdobyty w lipcu 1594 roku. Król Satta schronił się rok później w królestwie Luang Prabang, gdzie zmarł po dwóch latach. Do niewoli syjamskiej dostał się również książę Srisuphanma, a kraj przekształcono w prowincję syjamską. Naresuan nie zamierzał jednak anektować Kambodży, co uwikłałoby go w długotrwałą okupację. Jego celem było wzmocnienie własnego królestwa, co uczynił uwalniając rzesze syjamskich jeńców, oraz przesiedlając ludność z północnej Kambodży na północ własnego państwa, które to obszary były wyniszczone po wojnach z Birmą.
Po rozgromieniu Kambodży, Naresuan zwrócił się przeciwko południowej Birmie, gdzie zamierzał zdobyć ważne porty, a Kambodża na kilka lat popadła w zależność od Hiszpanii, będąc pod efektywnymi rządami mianowanych gubernatorami awanturników Blasa Ruiza i Diego de Veloso.